# Énergie éolienne à La Réunion

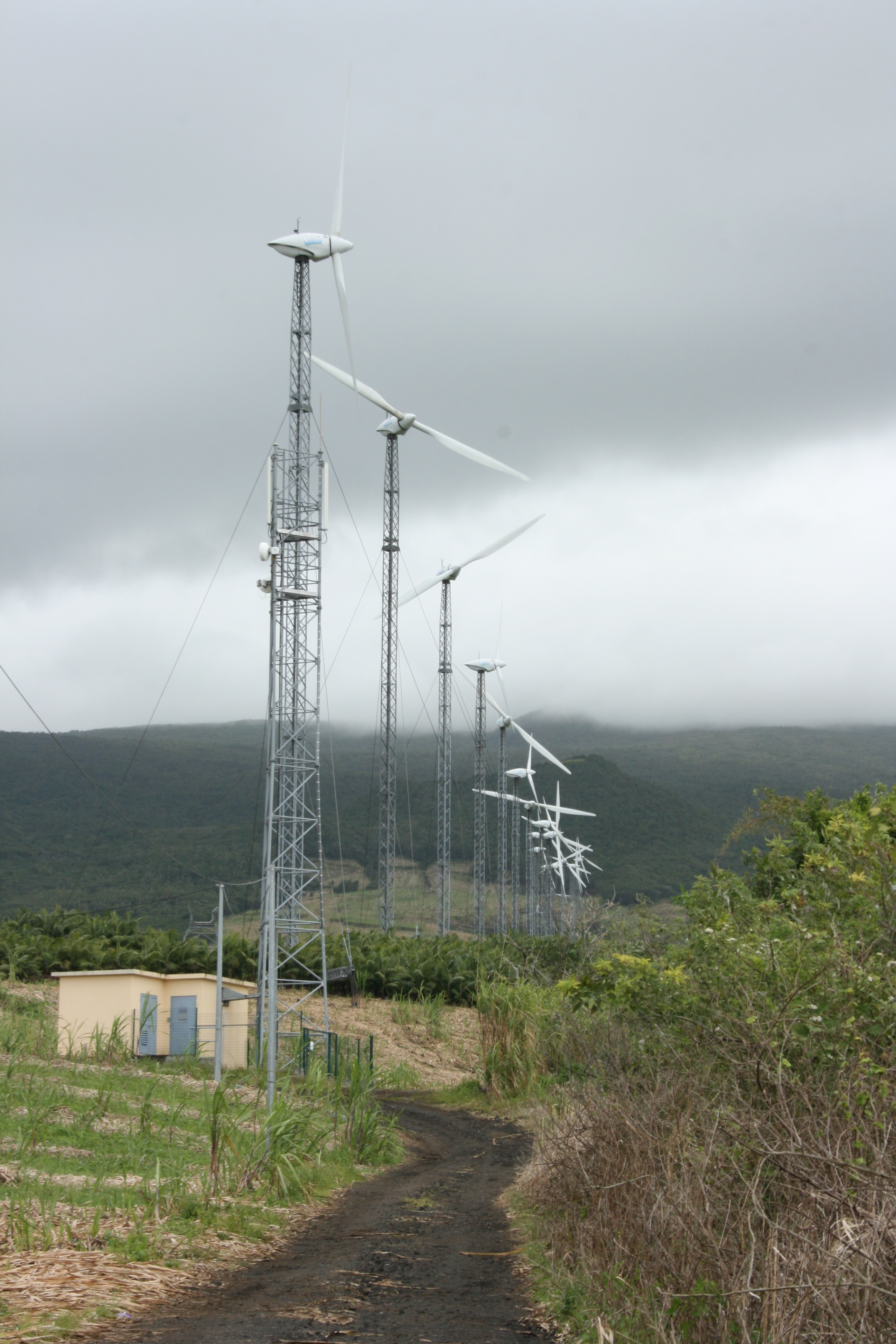
Vue du parc éolien de Sainte-Rose.

L'exploitation de l'énergie éolienne à La Réunion est un fait récent dans l'histoire de cette île de l'océan Indien devenue département d'outre-mer français en 1946  bien qu'elle dispose d'une côte-au-vent amplement soumise au régime des alizés. Historiquement, l'énergie humaine et animale obtenues par l'esclavage XVIIIe siècle  et l'élevage ont longtemps primé[pas clair] avant de céder la place à la production thermique et à l'hydroélectricité.

## Parcs éoliens
Le plus grand parc éolien du département est la ferme éolienne de La Perrière, située sur le territoire communal de Sainte-Suzanne, dans le nord-est de l'île. Comme tous les autres, elle fonctionne grâce au régime des alizés frappant la  côte-au-vent. Elle compte trente-sept éoliennes depuis le début de l'année 2008, contre seulement quatorze en 2006, ce qui lui permet de disposer d'une puissance installée de près de dix mégawatts, l'énergie nécessaire pour alimenter un peu moins d'une fois et demie la commune où elle est implantée.
À Sainte-Rose, ce sont 23 machines d'une puissance totale de 6,3 mégawatts qui ont été installées à partir de 2006.
La société Aérowatt a par ailleurs obtenu en septembre 2007 le permis de construire d'une nouvelle ferme au lieu-dit La Paix, dans les Hauts de Sainte-Marie. Au terme de leur érection, neuf éoliennes d'une capacité totale de 2,475 MW devraient alimenter l'équivalent de 7 000 habitants en électricité.
Enfin, une autre implantation est en cours à proximité de la rivière de l'Est. Plus avancé, le projet implique l'installation de quinze machines pour un coût total de 7,5 millions d'euros. La puissance de la ferme dépassera les 4 MW, ce qui permettra d'alimenter entre 15 000 et 20 000 personnes.